# Ronny Weller
Ronny Weller (* 22. července 1969 Olešnice nad Halštrovem) je bývalý německý vzpěrač. Startoval na pěti olympijských hrách a vytvořil jedenáct světových rekordů. Měří 183 cm, jeho nejvyšší hmotnost byla 151 kg.
Pochází z důstojnické rodiny a absolvoval sportovní školu ve Frankfurtu nad Odrou. V roce 1983 vyhrál mládežnickou spartakiádu. Při reprezentačním debutu na mistrovství světa ve vzpírání 1987 obsadil čtvrté místo. Na Letních olympijských hrách 1988 získal pro Německou demokratickou republiku bronzovou medaili v těžké váze.
V prosinci 1989 havaroval s automobilem, upadl na týden do kómatu a ke sportu se vrátil až po patnácti měsících. Přesídlil do Duisburgu a jako reprezentant sjednoceného Německa získal stříbrnou medaili na mistrovství světa ve vzpírání 1991 a vyhrál na Letních olympijských hrách 1992.
V následující sezóně přešel do supertěžké váhy a stal se mistrem světa. Druhé místo obsadil na MS 1995, LOH 1996, MS 1997, vyhrál mistrovství Evropy ve vzpírání 1998, byl druhý na ME 2000 i na LOH 2000 a v roce 2002 se stal podruhé mistrem Evropy. Po mistrovství Evropy ve vzpírání 2004, kde získal bronzovou medaili, a po LOH 2004, kde nezaznamenal v nadhozu ani jeden platný pokus, svoji kariéru ze zdravotních důvodů ukončil.
Jeho osobní rekord ve dvojboji je 467,5 kg.